# فرع الراشدي (ردمان)

تعديل مصدري - تعديل

فرع الراشدي هي إحدى قرى عزلة الاغوال العلياء بمديرية ردمان التابعة لمحافظة البيضاء، بلغ تعداد سكانها 79 نسمة حسب تعداد اليمن لعام 2004.